# Śródmieście (Gdańsk)
Śródmieście (niem. Stadtmitte) – dzielnica Gdańska pełniąca funkcje reprezentacyjne i administracyjne.

## Położenie

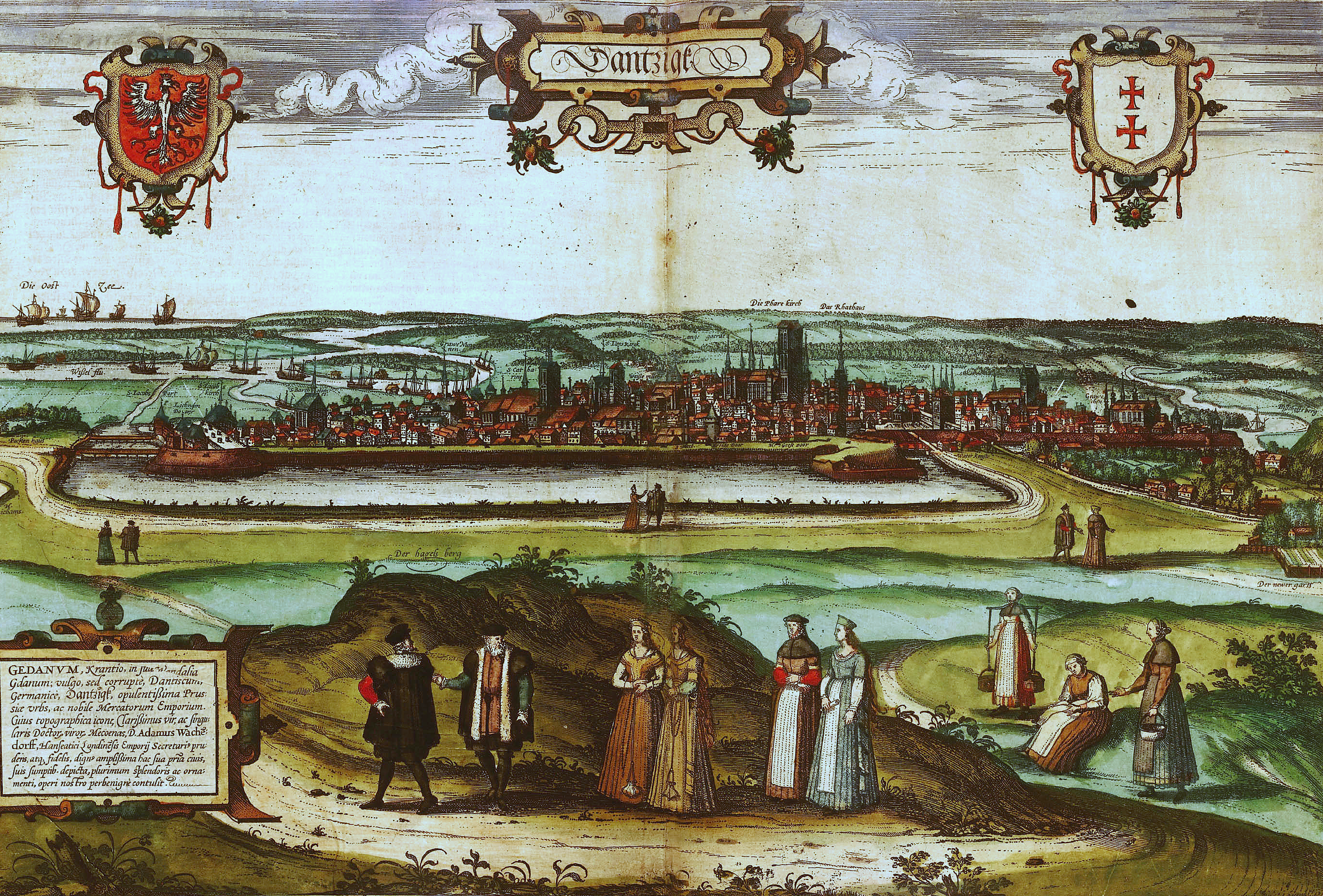
Śródmieście w 1575

Dzielnica położona jest w środkowo-wschodniej części miasta nad rzeką Motławą na jej obu brzegach. Należy do okręgu historycznego Gdańsk. Na północnym wschodzie poprzez Martwą Wisłę dzielnica graniczy z Wyspą Portową, a dokładniej z dzielnicą Przeróbka. Od południa i wschodu dzielnicę ogranicza Opływ Motławy poprzez który graniczy z osiedlami administracyjnymi Rudniki, Olszynka i Orunia-Św. Wojciech-Lipce. Na południowym zachodzie poprzez wzniesienie Biskupiej Górki dzielnica graniczy z Chełmem, na zachodzie z Siedlcami, a na północy z Aniołkami i Młyniskami.
Powierzchnia miasta w wewnętrznym kręgu nowożytnych fortyfikacji wynosiła 255 ha. Powierzchnia Dzieł Zewnętrznych, między fortyfikacjami wewnętrznymi i zewnętrznymi, wynosiła 83 ha. Łączna powierzchnia miasta wewnątrz wałów i bastionów wynosiła 338 ha, a z nimi 589 ha. Przed zniszczeniem w 1945 r. istniało w Śródmieściu ok. 5500 budynków. 9 marca 1945 rozpoczęły się bombardowania Gdańska przez lotnictwo radzieckie, później dodatkowo przez samoloty amerykańskie. 25 marca rozpoczął się zmasowany ostrzał artyleryjski Śródmieścia. Do kolejnych zniszczeń doszło podczas walk ulicznych – żołnierze radzieccy podpalali domy, by zmusić Niemców do ucieczki. Do podpaleń dochodziło także już po zakończeniu walk. Zniszczenia te zostały opisane przez Güntera Grassa.

## Podział dzielnicy

Śródmieście

Na tym obszarze wyróżnia się następujące jednostki morfogenetyczne:

### Stare Miasto
Najstarsza część miasta, położona w północnym obszarze dzielnicy. Przez Stare Miasto przepływa Kanał Raduni tworząc małą wyspę. Wschodnią część Starego Miasta tworzą Osiek i Zamczysko (teren po nieistniejącym zamku krzyżackim). Oryginalna zabudowa nie przetrwała do dzisiejszych czasów, większość to budynki powstałe po II wojnie światowej, do istniejących zabytków należą m.in. Ratusz Starego Miasta, Wielki Młyn, Kościół Św. Katarzyny oraz budynek Poczty Polskiej w WMG, miejsce walk polsko-niemieckich 1 września 1939 r. W zachodnim krańcu Starego Miasta położony jest dworzec kolejowy Gdańsk Główny. Na tym obszarze znajdują się trzy wieżowce: Organika Trade, Zieleniak i Hotel Mercure-Hevelius. W północnej części obszaru znajduje się Plac Solidarności wraz z Pomnikiem Poległych Stoczniowców i historyczną bramą stoczniową. Północny kraniec Starego Miasta jak i całej dzielnicy położony za wiaduktem Błędnik nosi nazwę Bramy Oliwskiej.

### Główne Miasto
Reprezentacyjna część Gdańska z zabytkowym zespołem urbanistycznym skupionym wzdłuż Drogi Królewskiej (ulica Długa, Długi Targ). Leży na zachodnim brzegu Motławy ograniczone od północy Podwalem Staromiejskim, od zachodu ulicami Okopową i Wały Jagiellońskie, od południa ulicą Podwale Przedmiejskie. Liczne zabytki m.in. Ratusz Głównego Miasta, Bazylika Mariacka, Brama Żuraw, Fontanna Neptuna, Złota Brama.

### Nowe Ogrody
Obszar wzdłuż ulicy o takiej samej nazwie położony na zachód od Głównego i Starego Miasta. Wśród zabudowy dominują budynki administracyjne, znajdują się tu: urząd miasta, komenda miejska policji, sąd apelacyjny, sąd rejonowy, sąd okręgowy i szpital wojewódzki.

### Grodzisko

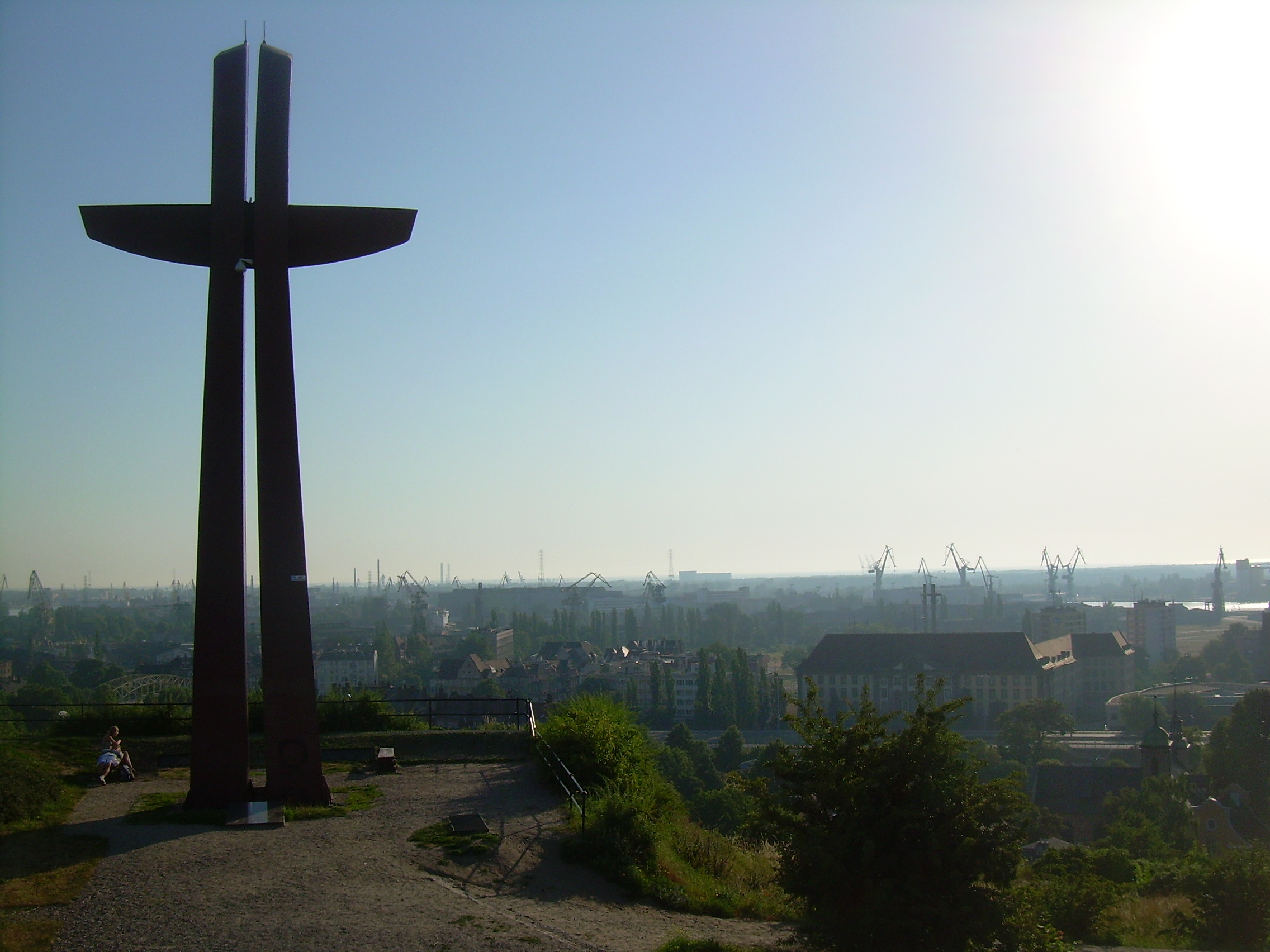
Krzyż Milenijny na szczycie Góry Gradowej, Grodzisko

Obszar zachowanych fortyfikacji bastionowych z XVII–XIX wieku w północno-zachodnim krańcu dzielnicy pomiędzy Nowymi Ogrodami i Starym Miastem. Góruje nad nim Góra Gradowa wraz z punktem widokowym. Na południu grodziska przy ulicy Kurkowej znajduje się Areszt Śledczy Gdańsk. W 2008 roku powstało na tym terenie edukacyjne Centrum Hevelianum.

### Stare Przedmieście

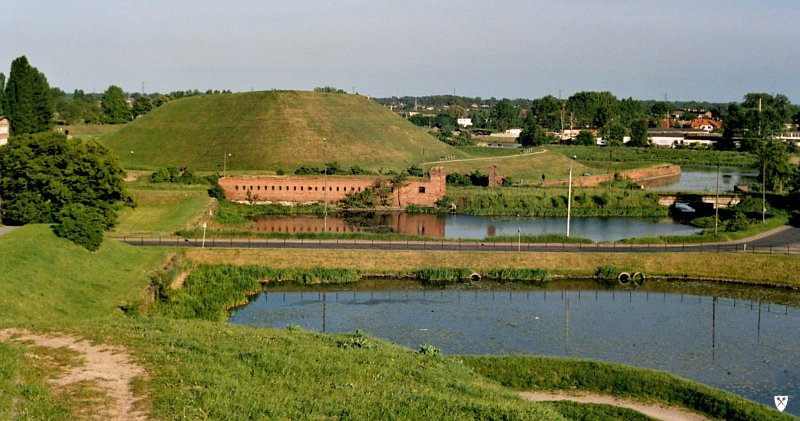
Bastion Żubr na Starym Przedmieściu

Południowy kraniec dzielnicy położony na zachodnim brzegu Motławy pomiędzy ulicami Podwale Przedmiejskie i Okopową, kończący się na fortyfikacjach wzdłuż Opływu Motławy. Znajdują się tu: Urząd Marszałkowski Województwa Pomorskiego, Pomorski Urząd Wojewódzki, Muzeum Narodowe w Gdańsku, oraz zabytkowe: Kościół Świętej Trójcy, Brama Nizinna, Bastion Żubr czy Śluza Kamienna.

### Biskupia Górka
Wzniesienie o wysokości 60,8 m n.p.m. w południowo-zachodnim krańcu dzielnicy. Zabudowę stanowią głównie przedwojenne kamienice czynszowe. Na szczycie wzgórza znajduje się gmach schroniska młodzieżowego z 1939 roku z wieżą zegarową, obecnie jego budynki są użytkowane przez policję. Oprócz tego znajdują się tu pozostałości fortyfikacji bastionowych. Część Biskupiej Górki znajduje się w dzielnicy Chełm. Rejon pomiędzy Biskupią Górką i Starym Przedmieściem nosi nazwę Zaroślak.

### Wyspa Spichrzów

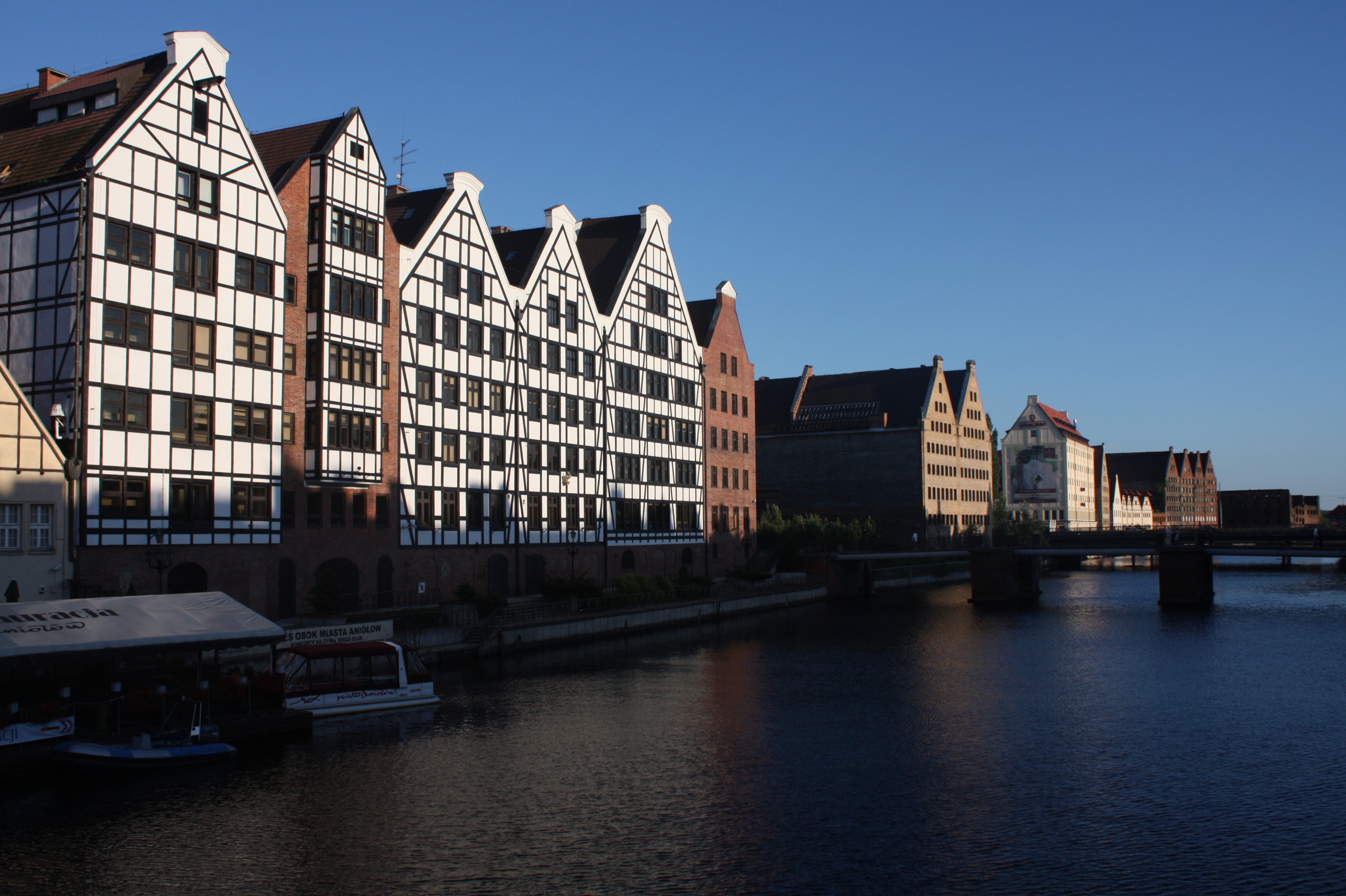
Wyspa Spichrzów

Wyspa na Motławie położona w centrum dzielnicy. Niegdyś dzielnica przemysłowa z licznymi spichlerzami portowymi, zabudowa została niemal całkowicie zniszczona w 1945 roku przez Armię Czerwoną. Jedynym zachowanym zabytkiem są Stągwie Mleczne.  Poprzez Most Zielony i Most Krowi połączona z Głównym Miastem, poprzez Most Stągiewny z Długimi Ogrodami, przez Most Popielny ze Starym Przedmieściem. Ponadto przez środek wyspy przebiega Trasa W-Z.

### Ołowianka

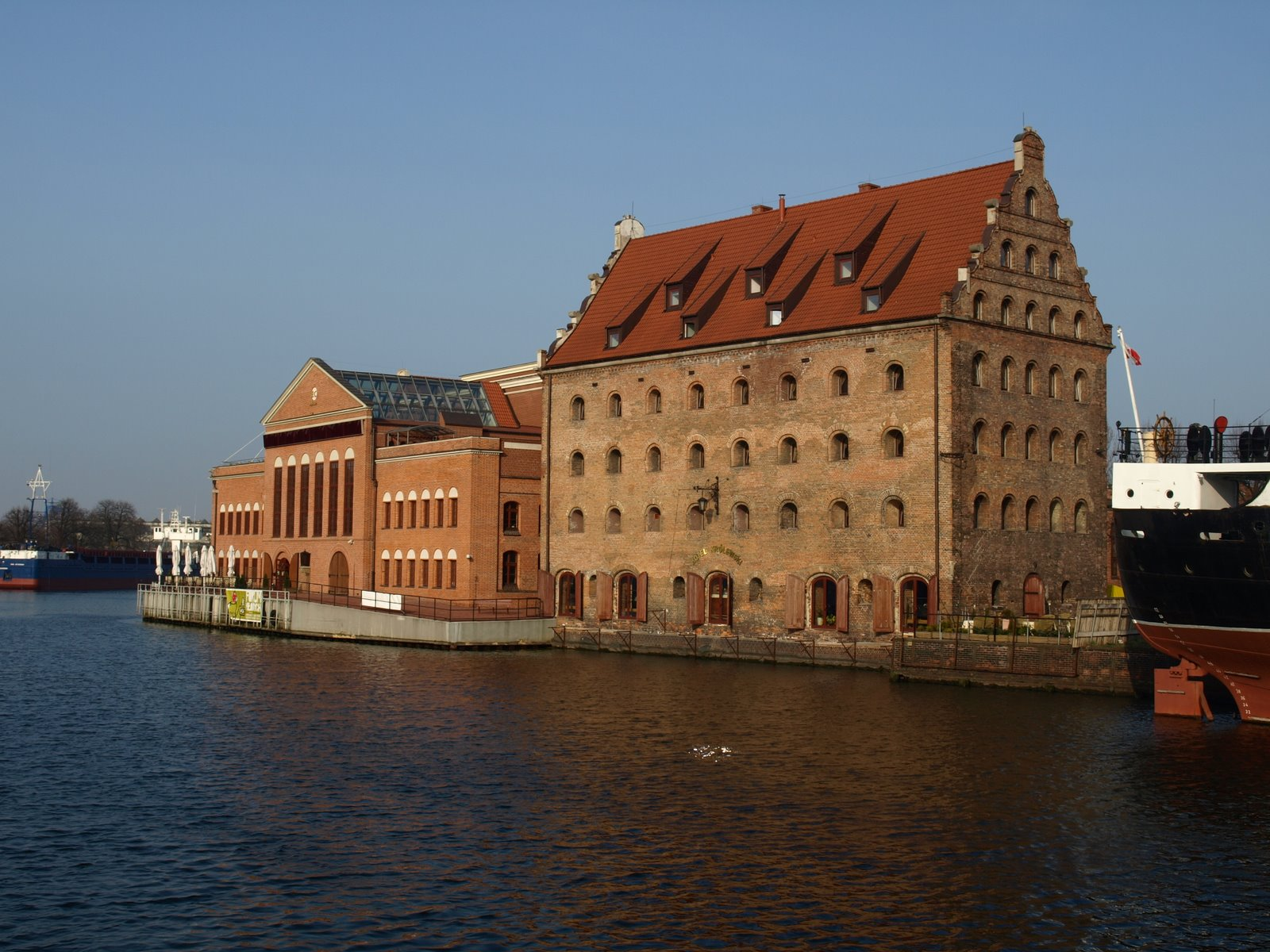
Ołowianka – Filharmonia Bałtycka

Wyspa na Motławie i Kanale na Stępce położona na północ od Wyspy Spichrzów. Połączona z Długimi Ogrodami przy pomocy Mostu Kamieniarskiego. Niegdyś dzielnica przemysłowa (miejska elektrownia), obecnie pełni funkcję kulturalną: Filharmonia Bałtycka, Narodowe Muzeum Morskie w Gdańsku oraz Morski robotniczy Klub Sportowy (Sekcja Kajakowa i Łodzi Smoczych). Przy nabrzeżu wyspy stale cumuje statek-muzeum SS Sołdek. Wyspa jest połączona promem pasażerskim z Długim Pobrzeżem.

### Długie Ogrody

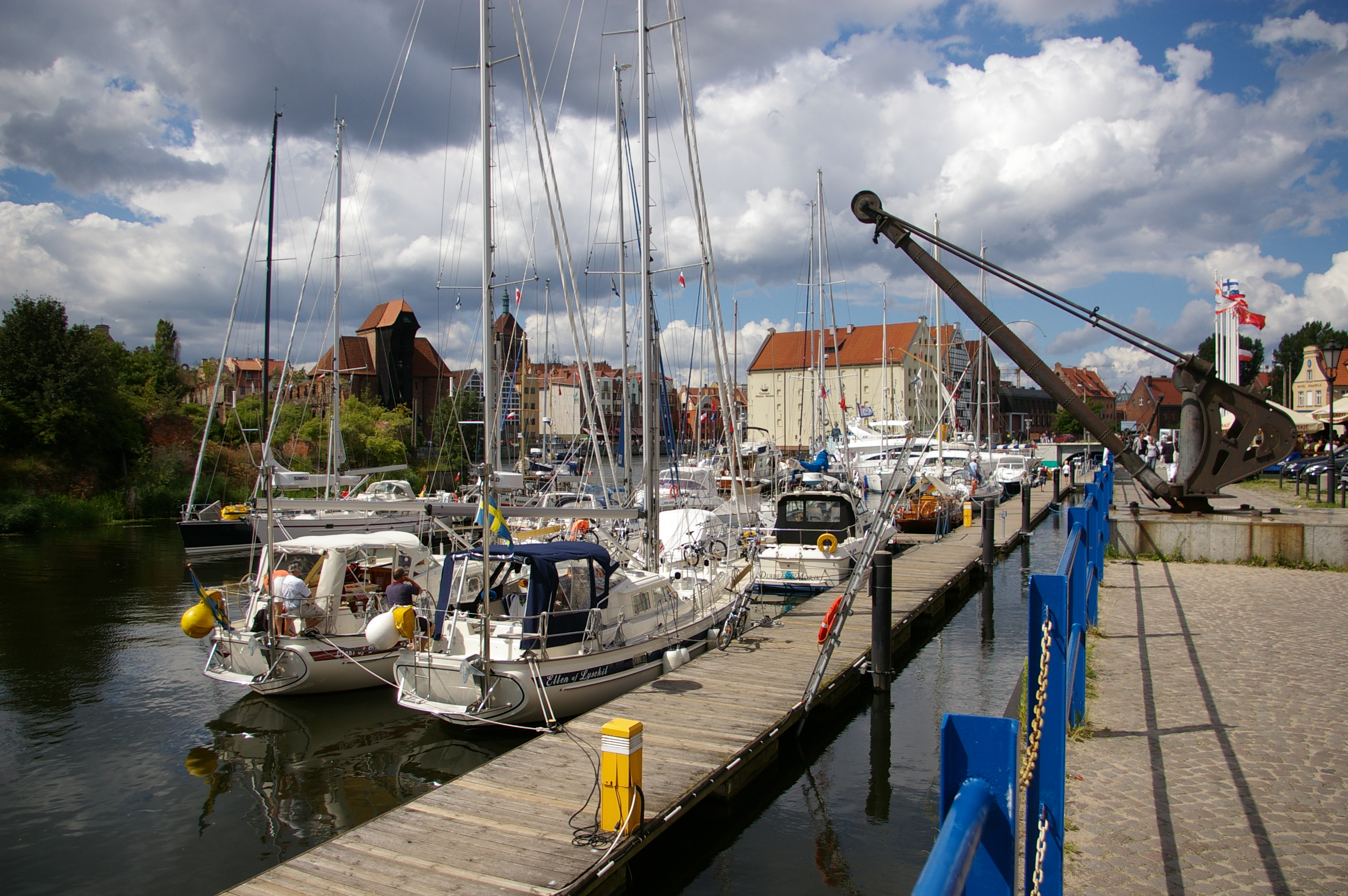
Przystań jachtowa Marina Gdańsk na Długich Ogrodach

Obszar na wschodnim brzegu Motławy wokół ulicy o takiej samej nazwie. Ma charakter usługowo-mieszkaniowy. Przy ulicy Szafarnia znajduje się przystań jachtowa Marina Gdańsk. Do zabytków należą: Brama Żuławska, Kościół Św. Barbary czy zachowany spichlerz Nowa Pakownia. Mieści się tutaj Akademia Muzyczna im. Stanisława Moniuszki.

### Dolne Miasto
Obszar w południowo-wschodnim krańcu dzielnicy, pomiędzy wschodnim brzegiem Motławy, Opływem Motławy i Trasą W-Z. Pełni funkcje mieszkaniową, rozciąga się w osi ulicy Łąkowej. Zachowała się tu oryginalna zabudowa pierzejowa z XIX i XX wieku dopełniona punktowcami mieszkalnymi z okresu PRL-u.

### Sienna Grobla
Obszar w północno-wschodniej części dzielnicy, nad Martwą Wisłą. Posiada charakter mieszkaniowo-przemysłowy. Historycznie można wyodrębnić tu Sienną Groblę I, Sienną Groblę II, Knipawę i Rudno. Północny kraniec dzielnicy w postaci cypla przy ujściu Motławy do Martwej Wisły nosi nazwę Polski Hak. Charakterystycznym obiektem jest tu stadion żużlowy Wybrzeże Gdańsk.

## Transport

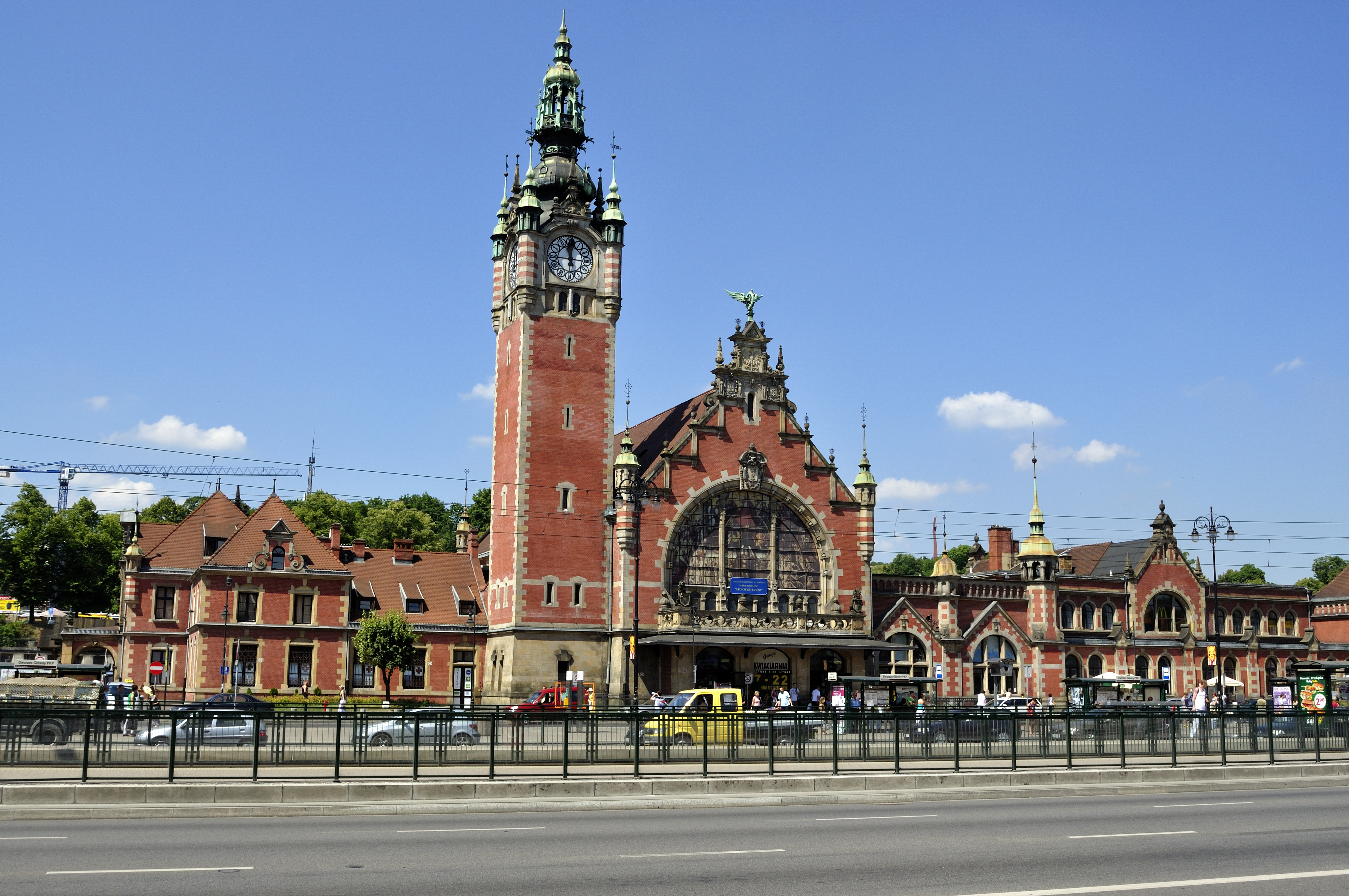
Dworzec główny przy ulicy Podwale Grodzkie

Przez środek dzielnicy przebiega Trasa W-Z będąca częścią drogi wojewódzkiej nr 501. Krzyżuje się na węźle Unii Europejskiej z drogą krajową nr 91.

### Komunikacja miejska
W Śródmieściu kończą i zaczynają kursy prawie wszystkie autobusy jadące na wschód, zachód i południe miasta. Pętle autobusowe znajdują się przy Jana z Kolna, Dworcu Głównym, Wałach Piastowskich i Muzeum II Wojny Światowej. Oprócz tego przy ul. 3 Maja znajduje się dworzec PKS obsługujący dalekobieżne połączenia autobusowe. Dawniej znajdowały się tam również pętle Wałowa oraz Targ Sienny.
Od 2013 roku po dzielnicy kursuje okrężna linia autobusowa 100.
W Śródmieściu łączą się ze sobą linie tramwajowe ze Stogów, Chełmu, Siedlec, Wrzeszcza i Nowego Portu.

### Kolej

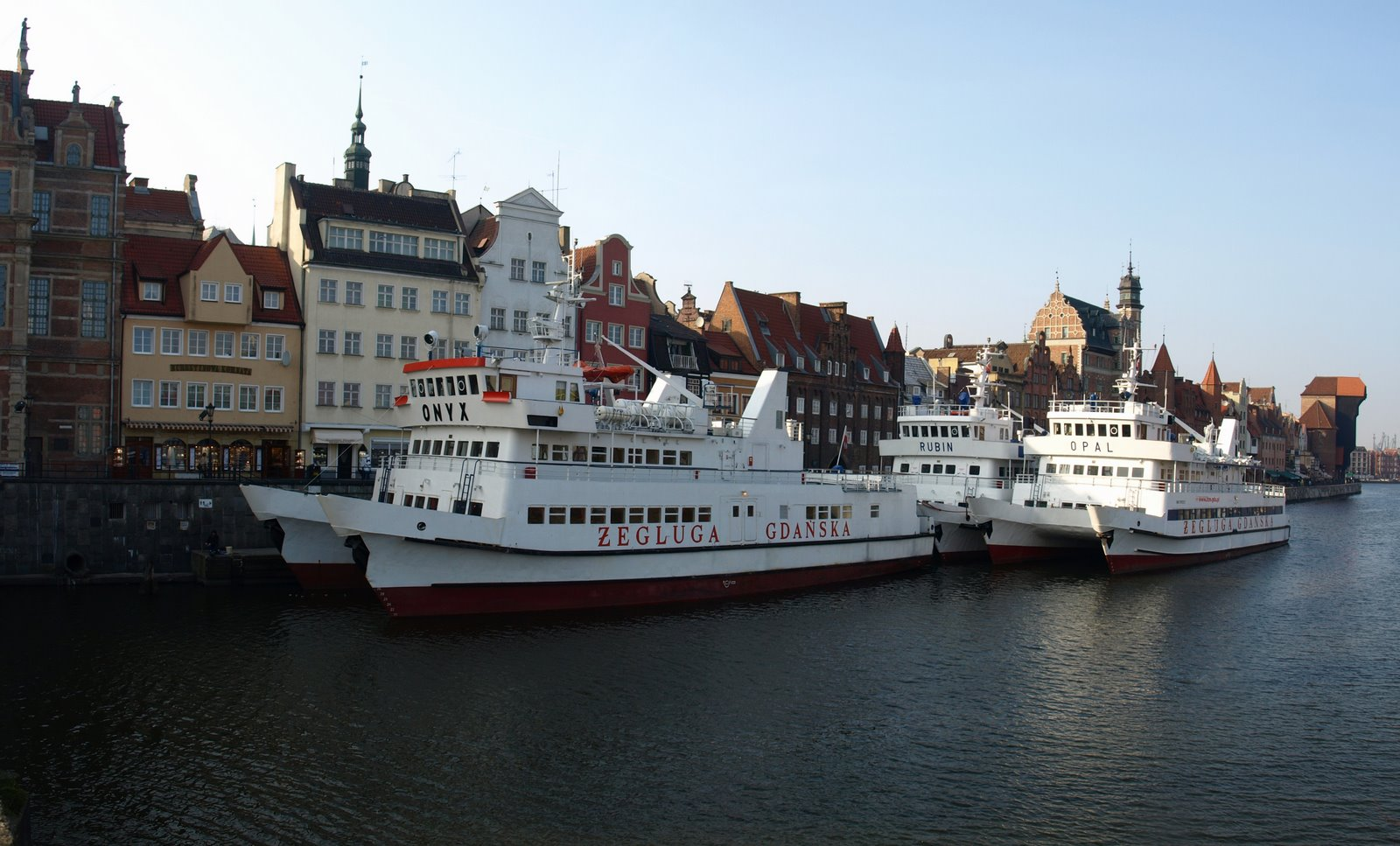
Statki Żeglugi Gdańskiej na Motławie

Położony w dzielnicy dworzec Gdańsk Główny obsługuje pasażerskie połączenia kolejowe wszystkich typów. Jest on również przystankiem początkowym Szybkiej Kolei Miejskiej kursującej po aglomeracji trójmiejskiej i sąsiednich miejscowościach.
1 kwietnia 2015 oddano do użytku przystanek SKM Gdańsk Śródmieście pod wiaduktem Alei Armii Krajowej.

### Żegluga
Przy Długim Pobrzeżu swoją przystań ma Żegluga Gdańska prowadząca rejsy wycieczkowe po Zatoce Gdańskiej oraz do Królewca.
Z Targu Rybnego odpływa gdański tramwaj wodny: linie: F5 Żabi Kruk – Westerplatte oraz F6 Targ Rybny – Górki Zachodnie. Oprócz tego z Motławy kursują statki wycieczkowe na Westerplatte i Hel. Spod Żurawia odpływa prom pasażerski Motława na Ołowiankę.

## Pomniki przyrody

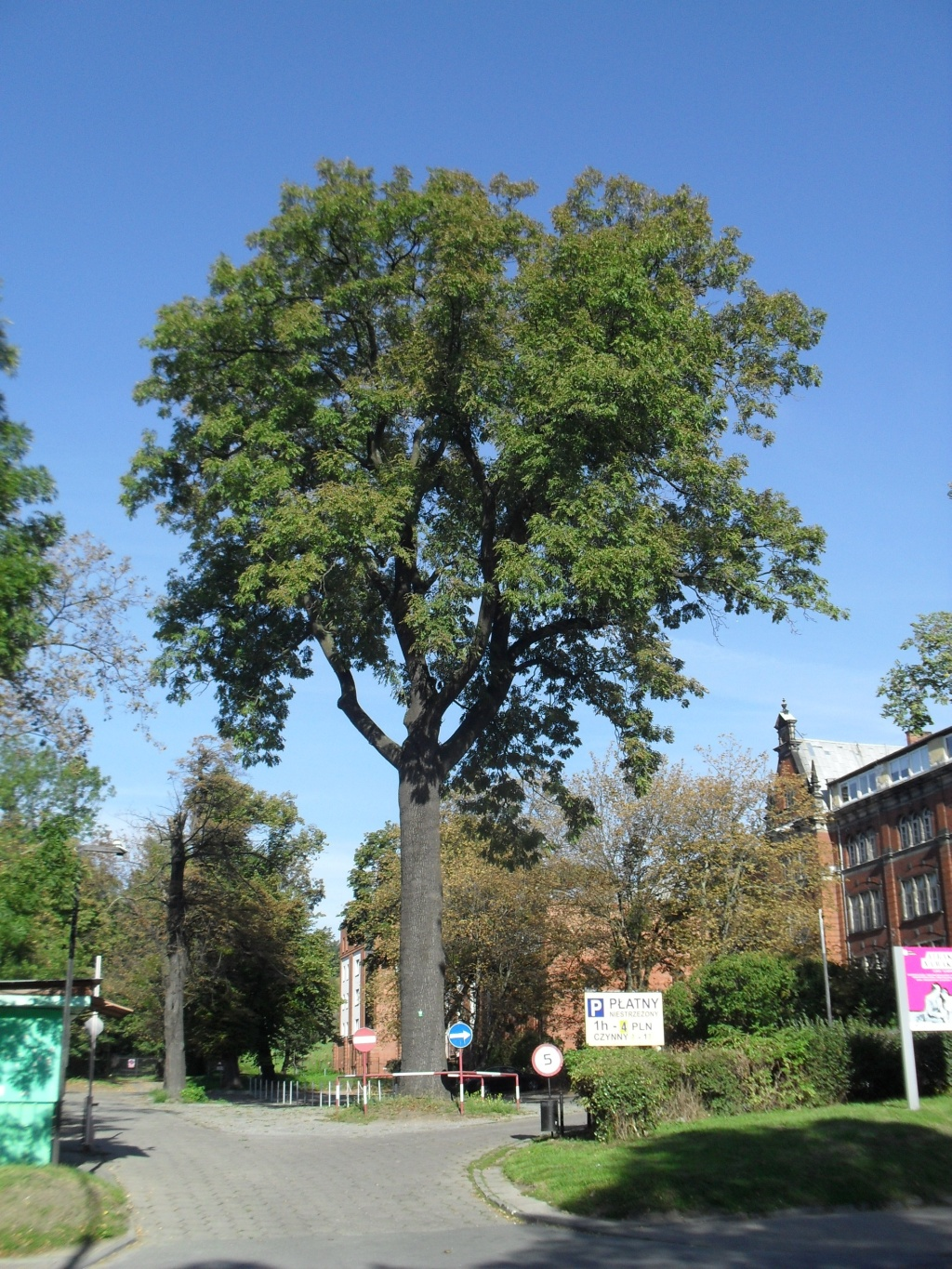
Jesion wyniosły przed PUP-em.

Na terenie dzielnicy rośnie 17 pomników przyrody, większość z nich znajduje się na terenie parku kulturowego fortyfikacji miejskich "Twierdza Gdańsk" i są to w większości kasztanowce. Reszta rośnie przy Powiatowym Urzędzie Pracy, ul. 3 Maja, na placach Siennym i Rakowym.

## Rada Dzielnicy

### Kadencja 2024–2029[9][10][11][12]
- Przewodniczący Zarządu Dzielnicy
  - Marcin Bildziuk
- Przewodnicząca Rady Dzielnicy 
  - Sylwia Dobrowolska

### Kadencja 2019–2024[13]
- Przewodniczący Zarządu Dzielnicy
  - Marcin Bildziuk (w 2024)
  - Maximilian Kieturakis (2019–2024)[14]
- Przewodnicząca Rady Dzielnicy 
  - Elżbieta Woroniecka

### Kadencja 2015–2019[15]
- Przewodnicząca Zarządu Dzielnicy
  - Dominika Ikonnikow
- Przewodniczący Rady Dzielnicy 
  - Leszek Pochroń-Frankowski

### Kadencja 2011–2015[16][17]
- Przewodnicząca Zarządu Dzielnicy
  - Beata Matyjaszczyk
- Przewodnicząca Rady Dzielnicy 
  - Anetta Budzinska